# Born in East L. A.
Born in East L. A.  ist eine US-amerikanische Filmkomödie des Regisseurs Cheech Marin, welcher sowohl das Drehbuch schrieb, als auch die Hauptrolle in diesem Film übernahm. Der Film basiert auf einer Parodie des bekannten Songs Born in the USA von Bruce Springsteen.

## Handlung
In East Los Angeles lebt Rudy, ein Automechaniker mexikanischer Abstammung. Er ist jedoch amerikanischer Staatsbürger und ist sowohl mit der spanischen Sprache als auch der mexikanischen Kultur wenig vertraut, da seine Familie bereits seit vier Generationen in den USA lebt. Bevor seine Mutter nach Fresno fährt, beauftragt sie Rudy seinen Cousin Javier von dessen Arbeitsplatz abzuholen, einer Spielzeugfabrik, die illegal eingewanderte Mexikaner beschäftigt. Kurz nachdem Rudy dort eintrifft, wird er von einer Razzia der Einwanderungsbehörde überrascht. Die Beamten halten ihn trotz seiner einwandfreien Englischkenntnisse für einen illegalen Einwanderer und Rudy kann sich nicht ausweisen, da er seine Geldbörse zuhause vergessen hat. Daher wird er nach Mexiko abgeschoben und landet in der Grenzstadt Tijuana. Dort wendet er sich an amerikanische Beamte, die ihm seine Geschichte jedoch nicht glauben und daher muss Rudy in Mexiko bleiben. Er versucht seinen Cousin Javier in Los Angeles telefonisch zu erreichen, damit dieser ihm seinen Ausweis bringt. Javiers Telefon befindet sich jedoch hinter einem Bild von Jesus, weshalb Javier das Telefon nicht finden kann. Aus Wut darüber zerstört Rudy das Telefon, weshalb er für eine Nacht inhaftiert wird. Im Gefängnis beschützt ihn ein Mithäftling vor einer Vergewaltigung und verlangt dafür 100 Dollar, Geld das Rudy nicht dabei hat. Nachdem Rudy aus dem Gefängnis entlassen wurde, unternimmt er mehrere Versuche über die Grenze zu gelangen, die jedoch alle scheitern. In Tijuana trifft Rudy auf den Amerikaner Jimmy, der dort einen Nachtclub leitet. Er bietet Rudy einen Job an und die beiden freunden sich an. Jimmy hat Kontakte zu Menschenschmugglern, die Menschen für 500 Dollar nach Amerika bringen. Also nimmt Rudy mehrere Jobs an, er arbeitet in Jimmys Nachtclub, als Orangenverkäufer oder als Musiker. Außerdem bringt er Chinesen und Indianern, die vorhaben, illegal in die Staaten einzuwandern bei, wie sich Amerikaner in East Los Angeles verhalten. Dabei lernt er die Kellnerin Dolores kennen und die beiden verlieben sich. Durch seine verschiedenen Jobs schafft es Rudy, die 500 Dollar für den Menschenschmuggler zusammenzubekommen. Er trifft jedoch auf eine Familie, die nicht genug Geld für den Menschenschlepper hat und gibt ihnen die Möglichkeit, in die Vereinigten Staaten einzuwandern. Rudy trommelt stattdessen hunderte Mexikaner zusammen, die gemeinsam über die Grenze strömen. Die beiden einzigen Grenzbeamten sind mit den vielen Einwanderern vollkommen überfordert. Rudy und Dolores leben nun gemeinsam in East L. A.

## Kritiken
„Alles in Allem hat der Humor den Charme seiner Zeit und lässt sich durchaus mit Chevy Chase und Steve Martin Sachen vergleichen, eigen, etwas albern aber harmlos. Ein durchweg lustiger Film, der leider sehr wenig Beachtung genoss trotz seines Charmes.“

„Als Parodie auf amerikanisches Selbstverständnis angelegte komödiantische Auseinandersetzung mit der Problematik mexikanischer Einwanderer, die unter Naivität und der wenig straffen Dramaturgie leidet.“

## Produktion
Der Film wurde in zwei Monaten in Los Angeles sowie in Tijuana gedreht. Er spielte in den Vereinigten Staaten zirka 17 Mio. Dollar ein.

## Trivia
- Das Jesus-Bild in Rudys Haus zeigt Tommy Chong, mit dem Cheech Marin das Duo Cheech und Chong bildet
- Im Film sind einige versteckte Anspielungen auf die Zustände in East L. A. zu finden. Der Slogan von der Werkstatt in der Rudy arbeitet ist In East L. A. Where every car is a foreign car. Auf Rudys Basecap steht No Cerveza – No Trabajo (Kein Bier – Keine Arbeit)
- In einer längeren Fassung des Filmes wird am Ende die Hochzeit von Rudy und Dolores gezeigt.